# Michael Franks
Michael Franks, född den 23 september 1963, är en amerikansk före detta friidrottare som tävlade i kortdistanslöpning främst på 400 meter. 
Franks deltog vid VM 1983 i Helsingfors där han blev silvermedaljör på tiden 45,22 endast slagen av Jamaicas Bert Cameron. Han deltog även vid Inomhus-VM 1987 där han slutade trea på tiden 46,19.

## Personliga rekord
- 400 meter - 44,47 från 1985